# Gardłosz atlantycki
Gardłosz atlantycki (Hoplostethus atlanticus) – gatunek ryby z rodziny gardłoszowatych (Trachichthyidae). 

## Występowanie
Zamieszkuje głębokie wody, poniżej stoku kontynentalnego, grzbiety i rowy oceaniczne ok. 800 do 1800 m p.p.m. Występuje we wszystkich oceanach z wyjątkiem Arktycznego. 

## Charakterystyka
Młode żywią się skorupiakami, dorosłe także rybami. Bardzo ceniony i ekskluzywny przysmak. Poławiane włokami dennymi na stokach oceanicznych w okolicach Nowej Zelandii i Australii przez cały rok, na północno-zachodnim Atlantyku od stycznia do marca.
Rośnie bardzo wolno, dorasta do 60 cm, maksymalnie do 75 cm, żyje do 150 lat.